# Рибки (окръг Сеница)
Рибки (на словашки: Rybky) е село в окръг Сеница, Търнавски край, Западна Словакия. Населението му е 421 души.
Разположено е на 213 m надморска височина, на 5 km северозападно от град Сеница. Площта му е 5,78 km². Кмет на селото е Алена Хуттова.